# Еліна Борн
Еліна Борн (ест. Elina Born, нар. 29 червня 1994, Лехтсе) — естонська співачка, яка представляла Естонію на конкурсі пісні Євробачення 2015 року разом зі Стігом Рястою з піснею «Goodbye to Yesterday» і брала участь в Eesti Laul (естонський відбір на «Євробачення») в 2013 та 2017 роках з піснями «Enough» і «In Or Out» відповідно. Вона посіла друге місце у п'ятому сезоні Eesti otsib superstaari.

## Життєпис

### Юність
Еліна Борн народилася 29 червня 1994 року в місті Лехтсе на півночі Естонії. Стіг Рясту знайшов Еліну Борн на YouTube, вона співала «Cruz» Крістіни Агілери, він сказав: «Я був абсолютно зачарований її музикальністю». Еліна була в школі, коли повідомлення від Стіга з'явилося на її сторінці в Facebook. Пізніше Борн сказала: «Чесно кажучи, я почала плакати. Мені знадобилося кілька днів, щоб зібратися з духом і написати».

### Кар'єра
У 2012 році Еліна Борн взяла участь в естонському реаліті-шоу Eesti otsib superstaari (Естонія шукає Суперзірку). Програма спрямована на виявлення найкращої співачки в Естонії через серію загальнонаціональних прослуховувань. Вона пройшла через прослуховування, театральний раунд, студійний раунд і фінал. Вона вийшла у суперфінал, але стала другою після Расмуса Ряндве.

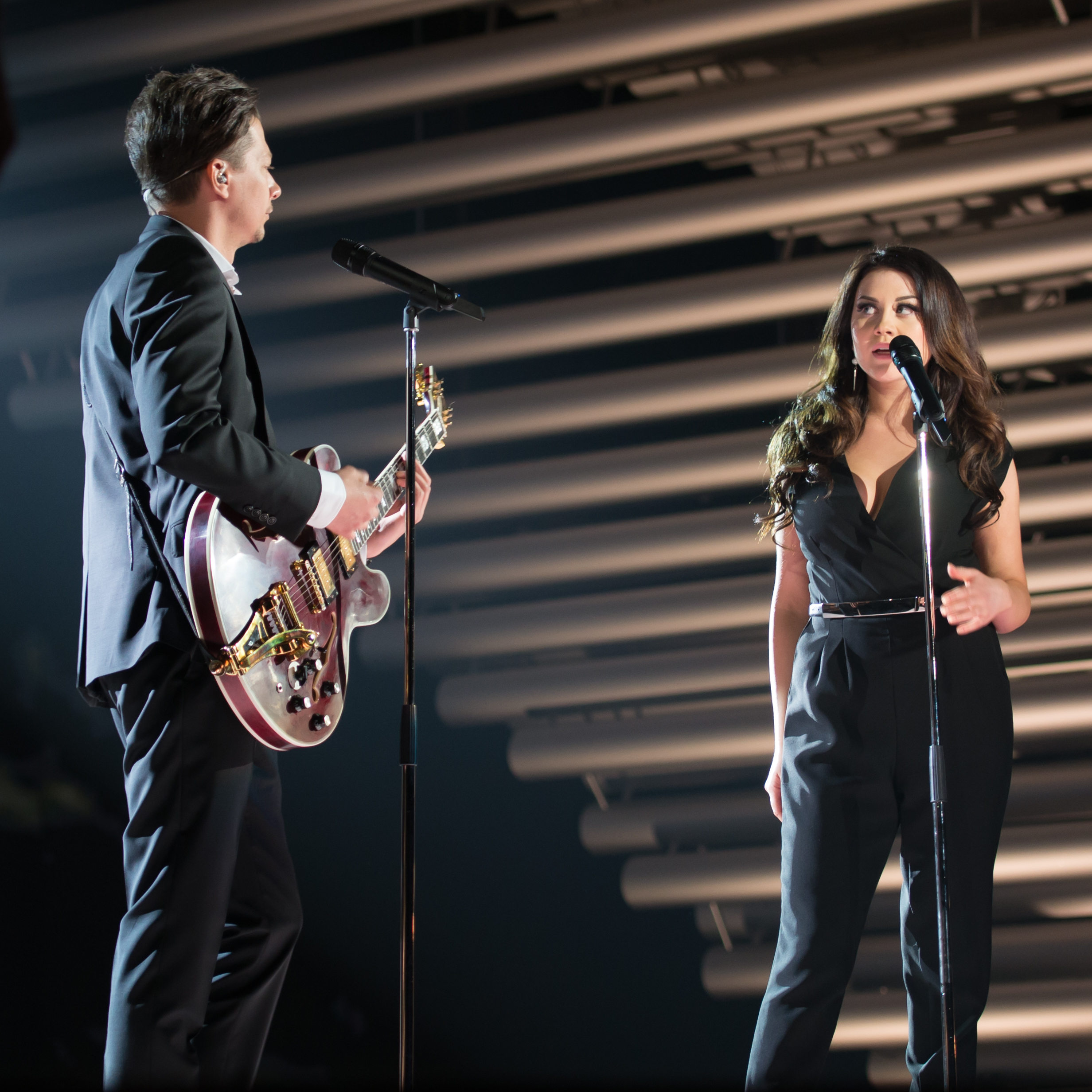
Еліна Борн та Стіг Ряста в 2015 році

Еліна Борн зі Стігом Рястой взяла участь у Eesti Laul 2015 , організованому естонською мовною компанією Eesti Rahvusringhääling. Вони брали участь у другому півфіналі Eesti Laul з піснею «Goodbye to Yesterday», який відбувся 14 лютого 2015 року, дійшли до фіналу,, який відбувся 21 лютого, вийшли в Суперфінал, разом з двома іншими піснями і були обрані, щоб представляти Естонію на Євробаченні 2015.. В результаті Еліна і Стіг посіли 7-е місце у фіналі, набравши 106 балів.
У 2017 році Борн знову взяла участь у національних відбіркових раундах на Євробачення, цього разу з піснею «In or Out». Вона виступала в першому півфіналі Eesti Laul 2017 і з другого місця вийшла до фіналу, але зайняла останнє, десяте місце в результаті голосування журі та телеглядачів.
.

## Дискографія

### Альбоми
| Назва      | Деталі                                                                                    |
| ---------- | ----------------------------------------------------------------------------------------- |
| Elina Born | - Дата виходу: 18 травня 2015 - Лейбл: Star Management - Формат: CD, цифрова завантаження |

### Сингли

#### Як головна співачка
| «Enough»                                     | 2012 | 3 | — | —  | —  | —  | —  | —  | —  | Elina Born           |
| «Miss Calculation»                           | 2013 | 1 | — | —  | —  | —  | —  | —  | —  | Elina Born           |
| «Mystery»                                    | 2014 | 5 | — | —  | —  | —  | —  | —  | —  | Elina Born           |
| «Goodbye to Yesterday» (зі Стігом Рястой)    | 2015 | 1 | 8 | 71 | 32 | 42 | 73 | 56 | 68 | Elina Born           |
| «Kilimanjaro»                                | 2015 | 3 | — | —  | —  | —  | —  | —  | —  | Elina Born           |
| «In or Out»                                  | 2016 | — | — | —  | —  | —  | —  | —  | —  | Неальбомний сингл(s) |
| «—» означає, що сингл був відсутній в чартах |      |   |   |    |    |    |    |    |    |                      |

#### Як учасниця
| Рік  | Назва | Альбом |
| ---- | --- | ------ |
| 2015 | «The Otherside» (Тамар Капрелян feat. Ельхаїда Даніні, Еліна Борн, Марія Єлена Кіріяку & Стефані Топалян) | Н/Д    |